# Ilhas Argo-Sarônicas

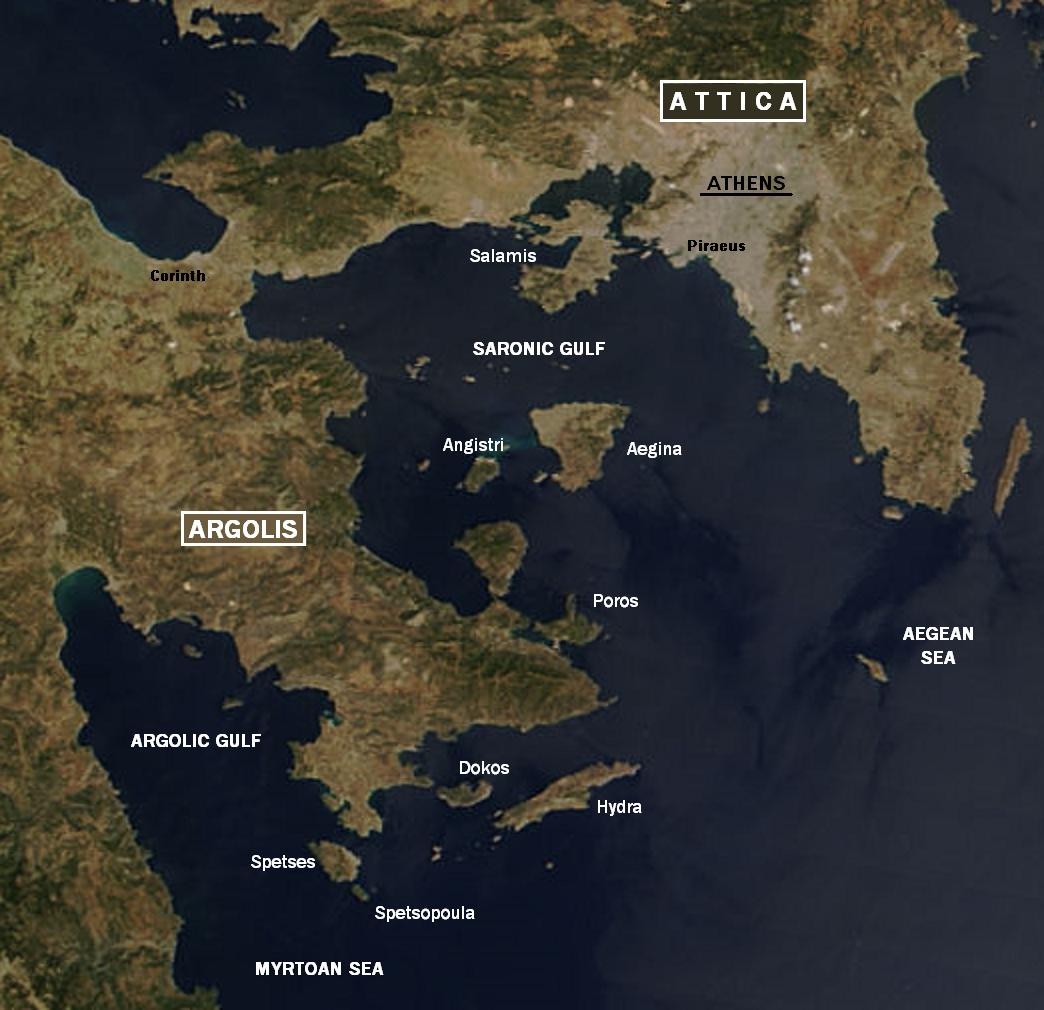
Imagem de satélite

Ilhas Argo-Sarônicas ou Ilhas Sarónicas compõem um arquipélago da Grécia, no Golfo Sarónico e Golfo de Argos, no Mar Egeu. É constituído por sete ilhas principais e cerca de trinta ilhas menores.

## Ilhas principais
| Ilha     | Área (Km2) | População (2011) |
| -------- | ---------- | ---------------- |
| Salamina | 95         | 38.959           |
| Egina    | 83         | 12.930           |
| Hidra    | 50         | 1951             |
| Poros    | 23         | 3951             |
| Spetses  | 22         | 3934             |
| Dokos    | 12,5       | 17               |
| Agistri  | 12         | 1099             |